# The Smugglers (film, 1916)
Pour les articles homonymes, voir Smuggler.
Pour plus de détails, voir Fiche technique et Distribution.
The Smugglers est un film muet américain, réalisé en 1916 par Sidney Olcott, avec le chanteur lyrique Donald Brian dans le rôle principal. Une production Adolph Zukor pour Famous Players.

## Fiche technique
- Réalisation : Sidney Olcott
- Scénario : Charles F. Horne
- Photographie : Al Ligouri
- Producteur : Daniel Frohman
- Société de production : Famous Players Film Company
- Société de distribution : Paramount
- Longueur : 5 bobines
- Genre : Comédie
- Date de sortie : 
  - États-Unis : 6 juillet 1916 (New York)

## Distribution
- Donald Brian : John Battleby Watts
- Alma Tell : Mme Watts
- Cyril Chadwick : Brompton
- Margaret Greene : Mme Brompton
- Harold Vosburgh
- Rita Bori : Sally Atkins

## À noter
- Une copie incomplète est conservée à la Bibliothèque du Congrès à Washington. Une bobine sur cinq (707 pieds).